# Altza

Localització d'Altza

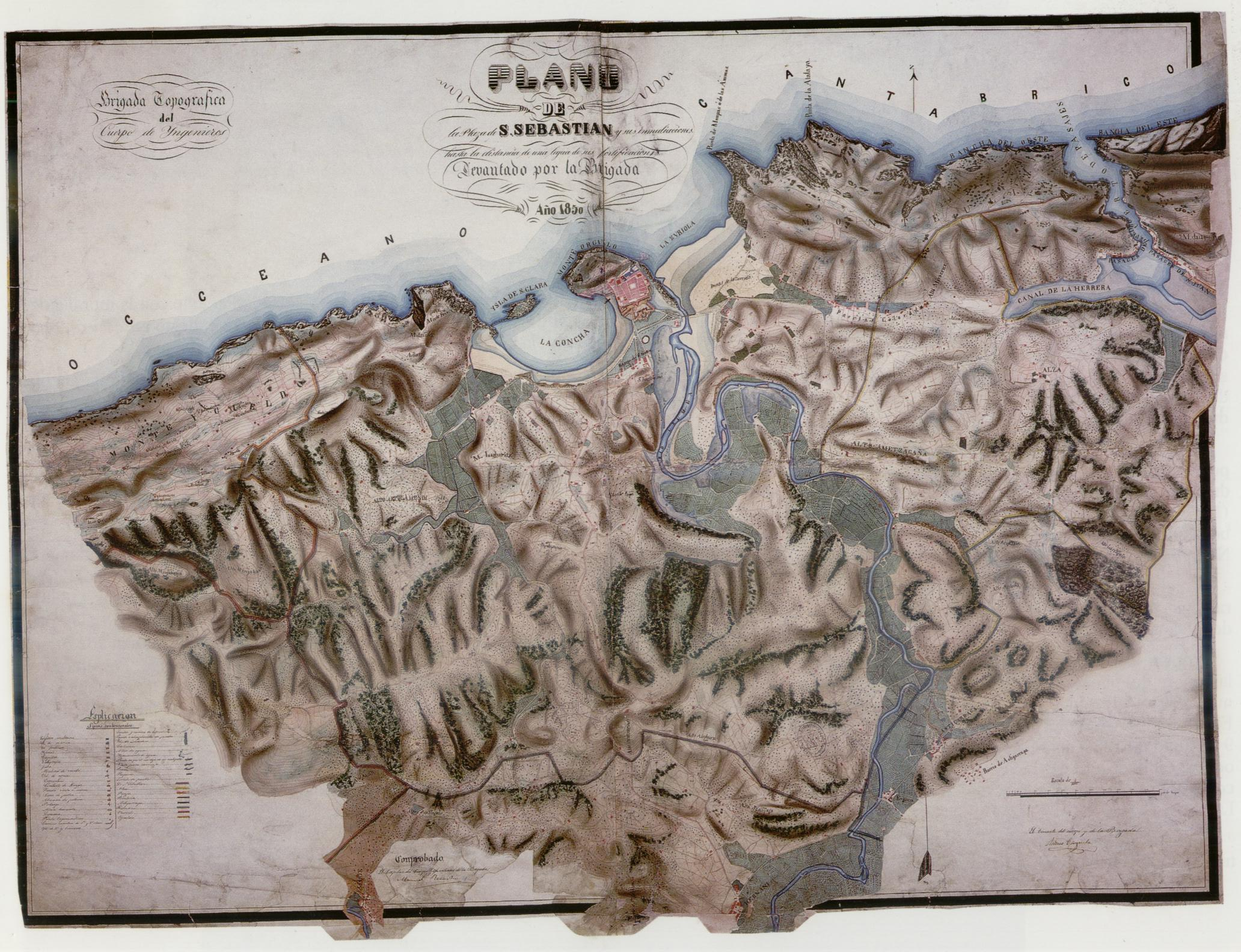
Mapa de Sant Sebastià de 1850, on es veu l'extensió del terme municipal d'Altza

Altza és un dels 17 barris de Sant Sebastià (Guipúscoa). Ocupa la part est de la ciutat fronterera amb el municipi de Pasaia. Té una població de 21.487 habitants.

## Història
Encara que històricament ha format part del terme municipal de Sant Sebastià, durant alguns curts períodes ha estat un municipi independent, primer entre 1821 i 1823; i posteriorment entre 1879 i 1940.
Històricament, Altza era una entitat eminentment rural. El seu nucli urbà se situava en un pujol que dominava la Badia de Pasaia, comptava amb un barri portuari (Herrera) i nombrosos caserius distribuïts pel seu terme municipal i limitava amb Pasaia al barri de Buenavista i amb Sant Sebastià en l'alt de Miracruz i a Martutene.
Després de l'annexió, fortes onades d'immigració van canviar tremendament la seva fisonomia i sociologia en les dècades de 1960 i 1970, ja que va ser la principal zona d'expansió de la ciutat de Sant Sebastià: van néixer nous barris, com Bidebieta o Intxaurrondo. Així l'actual barri d'Altza comprèn només part de l'antic terme municipal, és a dir la part compresa entre l'autopista AP-8 i el port de Pasaia, separat de la resta de la ciutat per l'enllaç de l'AP-8 amb l'est de la ciutat. L'actual Altza es compon dels barris d'Altza Gaina, Arria, Auditz-Akular, Buenavista, Eskalantegi, Herrera, Larratxo, Molinao i Oleta. En els propers anys el planejament urbanístic augura un important desenvolupament urbanístic.

## Altzatarres il·lustres
- Bittor Alkiza Fernández (1970-), futbolista.
- Juan Mari Arzak (1942-), cuiner.
- Jose Maria Etxeberria Larrarte, Etxeberria II.a (1926-), pelotari de remonte.
- Joan Mari Irigoien (1948-), escriptor.
- Juantxo Koka (1973), pelotari.
- Txirrita (1860-1936), bertsolari. Nascut a Hernani, però vivia a Altza.
- Mariano Yurrita (1904-1976), futbolista.